# Sara

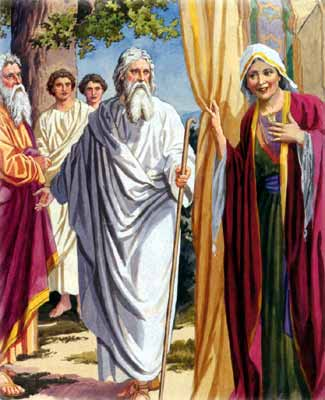
Sara (po prawej) i Abraham – ilustracja z Biblii w obrazkach dla najmłodszych

Sara (hebr. שָׂרָה, spokrewnione z babil. Szarratu – „księżniczka”, postać wysokiej rangi) – postać biblijna, bohaterka Księgi Rodzaju, córka Teracha, żona Abrahama, matka Izaaka. Pierwotnie jej imię brzmiało Sarai (hebr. שָׂרָי), według Księgi Rodzaju (Rdz 17,15) Bóg zmienił je na Sara w ramach przymierza zawartego po tym, jak jej niewolnica Hagar urodziła Abrahamowi syna Izmaela.

## Sara w Biblii
Cytowane fragmenty biblijne pochodzą z Biblii Tysiąclecia.
„Abram i Nachor wzięli sobie żony. Imię żony Abrama było Saraj [...] Saraj była bezpłodna i nie miała potomstwa” (Rdz 11, 29–30). Według Rdz 20, 12 Sara była córką Teracha i przyrodnią siostrą Abrahama, któremu później towarzyszyła w wędrówce na Wschód. Józef Flawiusz w Dawnych dziejach Izraela (DDI VI 5) sugeruje, że była raczej bratanicą Abrahama, gdyż była córką Harana, brata Abrahama i siostrą Lota.
Sara była tak piękna, że Abraham dwukrotnie przedstawiał ją jako swoją siostrę, w nadziei na lepsze traktowanie przez możnowładców podczas swych wypraw do obcych narodów, lub w obawie przed śmiercią z ich rąk. Uczynił tak podczas wyprawy do Egiptu przed faraonem (Rdz 12, 11–20) i Abimelekiem, królem filistyńskiego państwa-miasta Geraru (20, 1–20). Za każdym razem została wprowadzona do ich haremu, jednak kary boskie (choroba faraona i bezpłodność kobiet w ludzie Abimeleka) zmusiły ich do oddalenia kobiety.
Kiedy Abraham i Sara byli bardzo starzy, wciąż nie mieli ze sobą dzieci, wszystko wskazywało na to, że Sara była bezpłodna. Bóg zdecydował jednak, że Abraham powinien mieć syna. Kazał policzyć Abrahamowi gwiazdy na niebie, a kiedy ten zgubił się w rachunkach, Bóg oznajmił mu, że jego potomstwo będzie tak liczne jak gwiazdy na niebie. Po pewnym czasie Bóg spotkał się z Abramem (to jego prawowite imię, Abrahamem nazwał go Bóg, gdy zapowiedział urodzenie Izaaka) przybywając do niego pod postacią jednego z trzech wędrowców. Dwaj z nich (towarzyszący Bogu aniołowie) poszli potem do Lota zapowiedzieć zagładę Sodomy, zaś trzeci zapowiedział Abrahamowi i Sarze, że niebawem staną się rodzicami. Słysząc to, Sara się uśmiechnęła. Gdy wędrowiec zapytał, dlaczego Sara się śmieje, ona zdradziła, że ma lat 90 a mąż 100 i to wydaje jej się niemożliwe. Niedługo potem Sara stała się brzemienna i urodziła syna, którego z rozkazu Boga nazwano Izaakiem.
Sara umarła w wieku stu dwudziestu siedmiu lat. Według Starego Testamentu, aby ją pochować, Abraham za 400 srebrnych sykli zakupił od Efrona Hetyty, jednego z mieszkańców Hebronu, jaskinię Makpela. Tam też przygotował grób dla siebie i w swoim czasie został obok Sary pochowany (por. Rdz 23, 1–20).

## Sara w Nowym Testamencie
List do Hebrajczyków 11,11 wymienia Sarę jako jedną z bohaterów wiary.
Paweł z Tarsu w Liście do Galatów uważa Sarę za alegorię przymierza, jakie zawarł Jezus Chrystus umierając na krzyżu.

## Sara w tradycji żydowskiej
Według tradycji Hagady była jedną z siedmiu prorokiń Izraela.